# Mister Supranacional 2022
Mister Supranacional 2022 fue la 6.ª edición del certamen Mister Supranacional, correspondiente al año 2022, se llevó a cabo el 16 de julio en el Anfiteatro Strzelecki Park de la ciudad de Nowy Sącz, Polonia. Candidatos de 34 países y territorios autónomos compitieron por el título. Al final del evento, Varo Vargas, Míster Supranacional 2021 de Perú, entregó su título a su sucesor Luis Daniel Gálvez de Cuba.

## Resultados
| Posiciones                | Concursante |
| ------------------------- | --- |
| Mister Supranacional 2022 | - Cuba – Luis Daniel Gálvez |
| Primer finalista          | - Indonesia – Matthew Gilbert |
| Segundo finalista         | - Grecia – Leonidas Amfilochios |
| Tercer finalista          | - México – Moises Peñaloza |
| Cuarto finalista          | - Puerto Rico – Heriberto Rivera |
| Semifinalistas (Top 10)   | - Brasil – Guilherme Werner - El Salvador – Adrián Itzam Monge - Francia – Pierre Bondon - Tailandia – Teenarupakorn Muangmai - Vietnam – Bùi Xuân Đạt |
| Cuartofinalistas (Top 20) | - Argentina – Angel Olaya - Bélgica – Yentl van Hoorbeke - Corea del Sur – Han Jeongwan - España – Manuel Ndele - Filipinas – Raéd Fernandez Al-Zghayér - Italia – Giuseppe Santagata - Perú – Nicola Roberto - República Dominicana – Lewis Echavarria - Trinidad y Tobago – Wynter Mason - Venezuela – Anthony Gallardo |

### Ganadores Continentales
| Continente | Candidato                          |
| ---------- | ---------------------------------- |
| África     | - Namibia - Jean Louis Knouwds     |
| América    | - México - Moises Peñaloza         |
| Asia       | - Vietnam - Bui Xuan Dat           |
| Caribe     | - Trinidad y Tobago - Wynter Mason |
| Europa     | - Francia - Pierre Bondon          |

### Premios Especiales
| Título              | Candidato                        |
| ------------------- | -------------------------------- |
| Mister Amistad      | - Italia - Giuseppe Santagata    |
| Mister Fitness      | - Francia - Pierre Bondon        |
| Mister Fotogénico   | - Puerto Rico - Heriberto Rivera |
| Mister Talento      | - Nepal - Sanish Shrestha        |
| Mister Personalidad | - México - Moisés Peñaloza       |

### Retos
| Título          | Candidato                            |
| --------------- | ------------------------------------ |
| Reto Fan Vote   | - Tailandia - Teenarupakorn Muangmai |
| Reto Influencer | - Italia - Giuseppe Santagata        |
| Reto Supra Chat | - Corea del Sur - Han Jeongwan       |
| Reto Top Model  | - México - Moisés Peñaloza           |

## Relevancia histórica del concurso
- Cuba ganó por primera vez Mister Supranacional.
- Indonesia obtiene la posición de Primer Finalista por primera vez.
- Grecia obtiene la posición de Segundo Finalista por primera vez.
- México obtiene la posición de Tercer Finalista por primera vez.
- Puerto Rico obtiene la posición de Cuarto Finalista por primera vez.
- Filipinas clasifica por sexto año consecutivo.
- República Dominicana clasifica por cuarto año consecutivo.
- Indonesia, Perú y Venezuela clasifican por tercer año consecutivo.
- España, México, Puerto Rico, Francia y  Grecia clasifican por segundo año consecutivo.
- Cuba, Trinidad y Tobago, Italia, El Salvador, Argentina y Corea del Sur clasifican por primera vez en la historia del certamen.
- Vietnam, Tailandia y Brasil clasificaron por última vez en 2019.
- Bélgica clasificó por última vez en 2016.
- República Checa rompe una racha de clasificaciones consecutivas que mantenía desde 2019.
- India, Polonia y Malta rompen una racha de clasificaciones consecutivas que mantenían desde 2016.

## Candidatos
34 países compitireron por el título de Míster Supranacional 2022:
| - Alemania - Marco Bauer - Argentina - Miguel Ángel Olaya - Bélgica - Yentl Van Hoorebeke - Brasil - Guilherme Werner Wamzer - Camboya - Lao Panha - Corea del Sur - Han Jeongwan - Cuba - Luis Daniel Gálvez - Ecuador - Alberto Arroyo - El Salvador - Adrián Itzam-Na Monge - España - Manuel Ndele Nzinga - Estados Unidos - Keith Williams - Filipinas - Raéd Al-Zghayér - Francia - Pierre Bondon - Grecia - Leonidas Amfilochios - Haití - Mendossa Desir - Indonesia - Matthew Gilbert Wibowo | - Italia - Giuseppe Santagata - Laos - Phimassone Singsavanh - Malta - Ron Bonsfield - Mauricio - Jean-Laurent David - México - Moisés Peñaloza - Namibia - Jean-Louis Knouwds - Nepal - Sanish Shrestha - Países Bajos - Fransel Mayers - Panamá - Elvis Alexis Hidalgo - Perú - Nicola Roberto Belmont - Polonia - Jakub Kowalewski - Puerto Rico - Heriberto Rivera - República Checa - Jiri Pereout - República Dominicana - Lewis Echavarria - Tailandia - Teenarupakorn Muangmai - Trinidad y Tobago - Wynter Mason - Venezuela - Anthony Gallardo - Vietnam - Bui Xuan Dat |

## Retos

### Supra Influencer
| Resultados | Candidatos |
| ---------- | --- |
| Ganador    | - Italia – Giuseppe Santagata |
| Top 10     | - Argentina – Miguel Ángel Olaya - Corea del Sur – Han Jeongwan - Ecuador – Alberto Arroyo - Indonesia – Matthew Gilbert Wibowo - Malta - Ron Bonsfield - Namibia - Jean-Louis Knouwds - Nepal - Sanish Shrestha - Países Bajos - Fransel Mayers - Tailandia – Teenarupakorn Muangmai |

### Talento
| Resultados | Candidatos |
| ---------- | --- |
| Ganador    | - Nepal – Sanish Shrestha |
| Top 5      | - El Salvador – Adrián Itzam-Na Monge - Haití – Mendossa Desir - Indonesia – Matthew Gilbert Wibowo - Tailandia – Teenarupakorn Muangmai |

## Sobre los países en Míster Supranacional 2022

### Naciones debutantes
- Camboya
- Cuba
- El Salvador
- Italia
- Mauricio
- Namibia

### Naciones que se retiraron
- Aruba
- Colombia
- Eslovaquia
- India
- Macedonia del Norte
- Marruecos
- Rumania
- Sierra Leona
- Singapur
- Sudáfrica
- Togo

### Naciones que regresan a la competencia
Concursaron por última vez en 2019:
- Laos
- Vietnam

Concursaron por última vez en 2018:
- Argentina
- Trinidad y Tobago

Concursó por última vez en 2017:
- Alemania